# St. Kosmas
St. Kosmas je naselje v Občini Mölbling v Okraju Šentvid ob Glini na Koroškem v Avstriji.